# Río Quequén Salado
El río Quequén Salado es un curso fluvial del sudoeste de la provincia de Buenos Aires, en el este de Argentina.

## Características generales

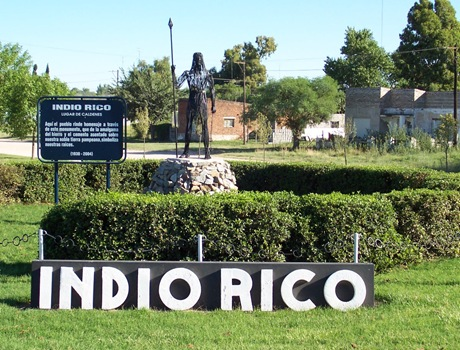
La localidad de Indio Rico se encuentra en la cuenca del río Quequén Salado.

El río Quequén Salado es un curso fluvial permanente comprendido dentro de la llamada pendiente atlántica bonaerense, en el sector centro-sur de la provincia de Buenos Aires. Su cuenca, en un porcentaje superior al 80 % de su superficie, es una zona dedicada a la producción agropecuaria, con ganadería pecuaria y ovina en la cuenca superior y en el resto cultivos de invierno como trigo (el principal) cebada, avena y trigo candeal y cultivos de verano como el girasol, maíz, sorgo, soja, lino, etc. El 10 % de la cuenca está ocupado por pasturas.
En su alta cuenca se producen graves problemas en la circulación del agua en razón de los pobres gradientes de pendiente sumado a índices de infiltración muy bajos. Para remediarlo, se han construido canales de drenaje (algunos con longitudes de más de 50 km) que conducen las aguas en su mayor parte hacia el río Quequén Salado.
Su clima es subhúmedo-húmedo, mesotermal, con acumulados de precipitación media anual que rondan los 800 mm, si bien se presentan frecuentes oscilaciones climáticas. Su suelo es pardo y negro correspondiente al orden de los Molisoles. A escasa profundidad se encuentran horizontes calcáreos, aflorantes en las barrancas del río. Entre las localidades de su cuenca se encuentran Laprida, Coronel Pringles, Oriente, Indio Rico, y otras menores.
Desde su nacimiento recorre alrededor de 155 km. Para la superficie de su cuenca se ha reportado desde 9801 km² hasta 10 174 km².
Comprende porciones de los partidos de Gonzales Chaves, Tres Arroyos Coronel Pringles Coronel Dorrego, Laprida y Benito Juárez. Sus tributarios principales lo alcanzan por su margen derecha. Estos poseen escaso caudal y tienen sus nacimientos en las sierras de Pillahuincó, en otras menores, y en el área de pie de sierras, en tanto que otros se originan en áreas extremadamente planas.
Calidad de las aguas de su cuenca
Los arroyos afluentes originados en las sierras poseen agua de excelente calidad, sin limitaciones de especies agrícolas aptas para ser irrigadas. Teniendo en cuenta el grado de tolerancia de cada especie, los cursos de la cuenca media permiten regar los principales cultivos regionales (trigo, maíz, girasol, soja y sorgo, etc.). En cambio, las aguas del río Quequén Salado presentan niveles de salinidad sólo tolerados por la cebada y algunas pasturas. No obstante, tampoco es recomendable utilizarlas con estos menesteres en razón de su elevada sodisidad.

## Secciones en que está dividido
Según los distintos autores, su curso se divide en varias secciones.

### Curso superior
Su nacimiento ocurre en el área interserrana bonaerense o pampa de Juárez, en la región noroccidental del partido de Adolfo Gonzales Chaves. Se origina en un área de llanura y lomadas bajas, con numerosas lagunas pampeanas, como las lagunas Tres Reyes (cuerpo de agua permanente de 450 ha situado a 15 km al sudoeste de las nacientes del río Quequén Salado, al cual descarga en crecientes extremas), Ovalle, Las Toscas, El Balde, La Sortija y La Larga (al oriente) y la laguna de la Antilla al occidente. También se encuentran pequeños afloramientos rocosos duros interserranos.
Por sobre esta sección, y ubicada septentrionalmente, se sitúa el sector de captación de sus cabeceras. En este tramo el único curso fluvial destacable es el arroyo Quequén, de régimen temporario, el que discurre por 15 kilómetros con un ancho medio de 4 metros en un sector muy plano, y que conformaría el curso más alejado de la desembocadura en el mar, es decir, la verdadera naciente, situada a unos 200 m s. n. m., al oeste de la localidad de Juan Eulogio Barra. 
Posee suelos de texturas arcillosas a franco arcillosas y gredosas, asignados al suborden argialbol típicos, lo que redunda en que prevalezca la ganadería como explotación económica en esta zona. La napa freática se encuentra a 5 metros de profundidad, por lo que aflora durante meses luego de ciclos lluviosos.
La cuenca superior experimenta frecuentes anegamientos causados por la insuficiente pendiente y los desbordes en sectores poco profundizados del cauce en eventos de lluvias torrenciales. En los 22 km que comprenden desde la laguna Los Tres Reyes hasta el paraje La Sortija el río Quequén Salado se encuentra canalizado.
Continuando su recorrido, deja ese municipio para hacer frontera entre dos partidos, en la margen izquierda el de Tres Arroyos (que lo acompañará hasta la desembocadura) mientras que en la ribera derecha se encuentra el de Coronel Pringles. 
En seguida recibe por la derecha un afluente, el arroyo Pillahuincó Chico, el cual se origina a una altitud de 622 m s. n. m.
Continúa su discurrir con rumbo general norte-sur, dejando hacia el este al paraje de La Sortija, afectado por la declinación demográfica que causó la clausura de los servicios ferroviarios en 1977.
En los kilómetros siguientes su cauce es muy estrecho; con barrancas de 2 metros de altura, las que intersectan depósitos de origen eólico. Continuando su recorrido, cruza por debajo de la Ruta Provincial 85. Seguidamente recibe por su margen derecha el afluente más importante, el arroyo Pillahuincó Grande, el cual nace en la sierra de Pillahuincó como arroyo Bracucho. A esta latitud del recorrido del Quequén Salado, este presenta barrancas de 6 metros de altura.

### Curso medio
Comienza el tramo medio del río, el cual presenta algunas cascadas. Discurre en una región de planicies, corriendo encajonado entre barrancas de buen desarrollo, integradas por depósitos fluvio-lacustres portadoras de espesas formaciones de yeso. 
En este tramo la margen derecha cambia de jurisdicción, pasando a pertenecer al partido de Coronel Dorrego, hasta su desembocadura. 
Luego vuelca sus aguas por la derecha el arroyo Jagüelito. El Quequén Salado aquí ya posee barrancas de 8 metros de altura y su lecho se encuentra a 4 metros de profundidad. Más adelante en la misma ribera descarga el arroyo Manantiales, de curso temporario o intermitente. También recibe un antiguo arroyo que fue canalizado, uniéndolo en su cabecera y desembocadura al Quequén Salado, con el objeto de facilitar la circulación del agua en épocas de inundaciones. El encajonado río aquí ya posee barrancas de 10 metros de altura. El arroyo El Pensamiento, de 19 km de longitud y originado en el pie de sierra, forma parte de este sector de la cuenca pero no llega a volcar sus aguas directamente en un aportante superficial del Quequén Salado.
Unos kilómetros después cruza por debajo de la ruta nacional 3, en las coordenadas: 38°36′12″S 60°36′36″O / -38.60333, -60.61000. En esa zona recibe al único aportante desde su margen izquierda, un arroyo sin nombre. Seguidamente recibe por la derecha (oeste) a una serie de canales artificiales y luego a su principal afluente, el arroyo Indio Rico, el cual nace en la laguna Los Patrios (en la zona del pie de sierra), y trae la escorrentía de la zona que rodea a la localidad de Indio Rico. En la desembocadura este arroyo lo hace marginado por barrancas de 8 metros, en un sector del río Quequén Salado en donde las barrancas de este alcanzan la máxima altura de todo el curso: 20 metros, a la vez que las aguas exhiben su mayor profundidad, 15 metros. Aguas debajo de la boca del arroyo Indio Rico, vuelca en el Quequén Salado por su ribera izquierda un pequeño curso transitorio. Luego el río abre a su derecha un muy estrecho brazo con barrancas de hasta 20 m de altura.
Algo más adelante —a unos 22 kilómetros de su desembocadura— cruza primero bajo un puente de un camino secundario y luego bajo la ruta provincial 72, dejando atrás por la derecha a la localidad de Oriente, de alrededor de 1800 habitantes. Allí termina su curso medio y comienza su curso inferior.
A metros antes de este segundo puente, en el pasado se aprovechó la fuerza de sus aguas para la generación de energía hidroeléctrica mediante una usina, quedando aún la “Represa Vieja” y las ruinas de las instalaciones, las que abastecían a una cementera, además de a las localidades de Copetonas y Oriente. Ambas poblaciones estaban unidas por un ferrocarril que cruzaba el río mediante un puente ferroviario ubicado en ese sector, del cual quedan todavía los pilares que lo sostenían.

### Curso inferior
En el tramo inferior el río circula marginado por altas barrancas que intersectan depósitos de sedimentos fluvio-Iacustres en sus horizontes inferiores y eólicos en los superiores.
Este tramo las barrancas presentan pequeñas grutas, mientras que el curso muestra numerosos rápidos y notables cascadas de origen relativamente reciente, resultado de fenómenos de deformación de estratos consecuencia de movimientos neotectónicos, ocurridos durante el Holoceno. Las cascadas ofrecen bastante altura para lo que es habitual en ríos pampeanos: hasta 6 u 8 metros, como la cascada Cifuentes, la más alta cascada bonaerense con caudal importante; detrás de la cortina de agua presenta una cueva. La cascada Mulpunleufú, si bien es menor (unos 3 m de altura), destaca por su anchura: casi 160 metros, ya que corre casi paralela al curso principal del río.
Antes de su desembocadura, en las barrancas de su ribera izquierda, se encuentra la “Cueva del Tigre”.

#### Subtramo intermedanoso
En los últimos 4 kilómetros el río atraviesa la franja medanosa litoral, en una zona con hoyadas de deflación y lagunas intermedanosas.
Finalmente vuelca sus aguas en el mar Argentino, al este de la localidad balnearia de Marisol (también llamada Balneario Oriente), de menos de 200 habitantes. Allí el río penetra en el mar conservando 2 metros de profundidad, creando el intercambio de aguas saladas y dulces un complejo y dinámico estuario.

## Características biológicas
Ecorregiones
Ecorregionalmente las áreas terrestres de su cuenca pertenecen a la ecorregión terrestre pampas semiáridas; mientras que las aguas del río y las de sus afluentes se insertan en la ecorregión de agua dulce drenajes bonaerenses.

## Poblamiento humano
Durante el Pleistoceno tardío la caracterización ambiental de la zona del río Quequén Salado presentaba características áridas o semiáridas y temperaturas medias inferiores a las actuales, por lo que su fauna era similar a la que hoy se encuentra en la Patagonia norte y en la región central del país.
Durante el holoceno se registra en su cuenca inferior la penetración de las aguas marinas como resultado de un ascenso del nivel medio del mar.
Se ha estudiado 14 sitios arqueológicos que indican que su sistema fluvial y las llanuras adyacentes fueron utilizados en esa época por sociedades cazadoras-recolectoras.

### Actividades
Entre las actividades que se practican en este río, se encuentran el kayakismo, ecoturismo, excursionismo, campamentos, etc. También se práctica tirolesa empleando los pilares del antiguo puente ferroviario a la altura de Oriente.